# Götheborg III
Le Götheborg III (2003) est un trois-mâts carré suédois de 47 m de long, construit entre 1992 et 2005, réplique d'un indiaman du XVIIIe siècle.

## Navire original: leGötheborg
Le navire original a été construit en 1738 aux docks Terra Nova de Stockholm pour la Compagnie suédoise des Indes orientales. Il a coulé dans le port de Göteborg le 12 septembre 1745 en revenant de Chine, après avoir heurté une falaise près de Älvsborg. Le navire transportait du thé, une grande quantité de porcelaine et six tonnes d'argent métal. Une partie de la cargaison fut récupérée en 1745 sur l'épave. L'épave a été redécouverte en 1984.

## LeGötheborg II
Un autre navire s'appelant Götheborg II fit son voyage inaugural le 2 février 1788. Il coula le 12 mai 1795 près des îles Shetland.

## Götheborg III: historique de la réplique
La construction d’une réplique du Götheborg de 1738 a débuté en octobre 1992.
Baptisé Götheborg III par la reine de Suède le 3 septembre 2004, il a refait, après son inauguration, le même voyage que le Götheborg original. Le Götheborg III est parti de la ville de Göteborg en Suède le 2 octobre 2005, et est arrivé à Canton, le 18 juillet 2006, en présence du roi de Suède, après des escales à Cadix, à Recife, au Cap, à Port Elizabeth, à Fremantle et à Jakarta.
Il est basé au port de Göteborg, où il est souvent visible, et participe à des rassemblements maritimes. Il est présent à Brest 2004 et à l'Armada de Rouen en 2013.

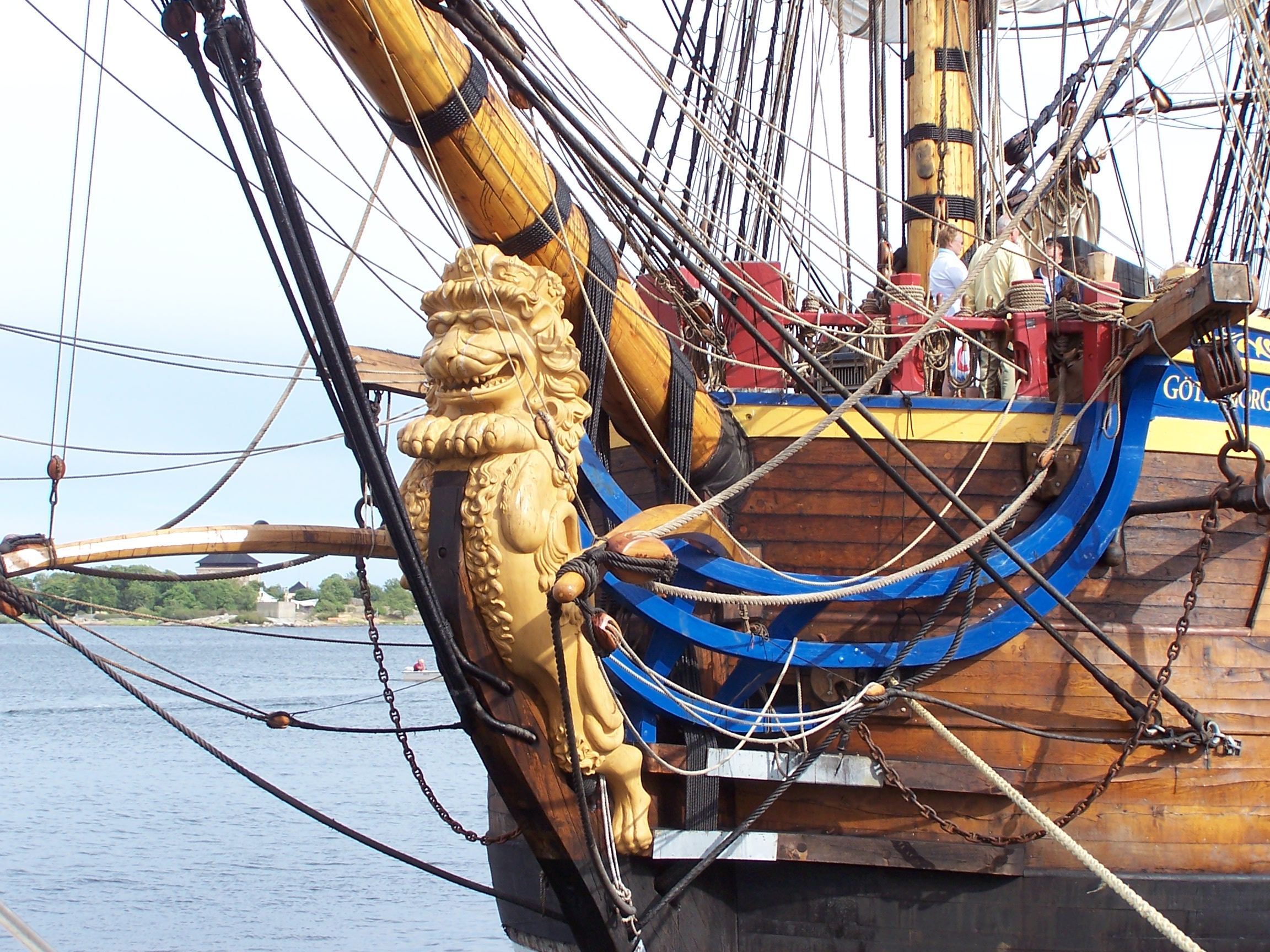
Figure d'étrave du Götheborg III.

Il embarque[Quand ?] des produits issus du transport équitable pour la société TOWT (TransOceanic Wind Transport) créée en 2009, avec d'autres vieux gréements[réf. nécessaire].

## Galerie photos

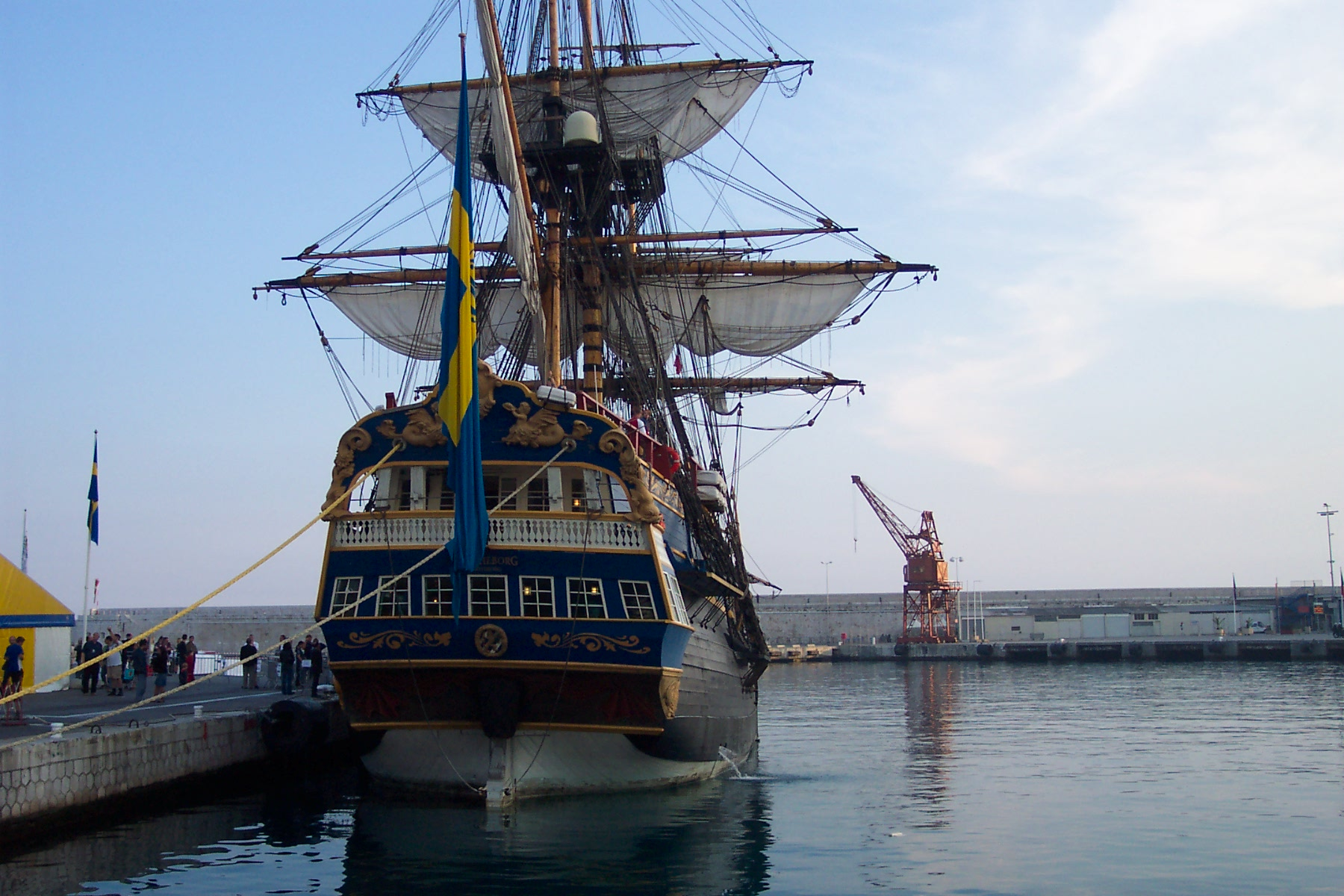
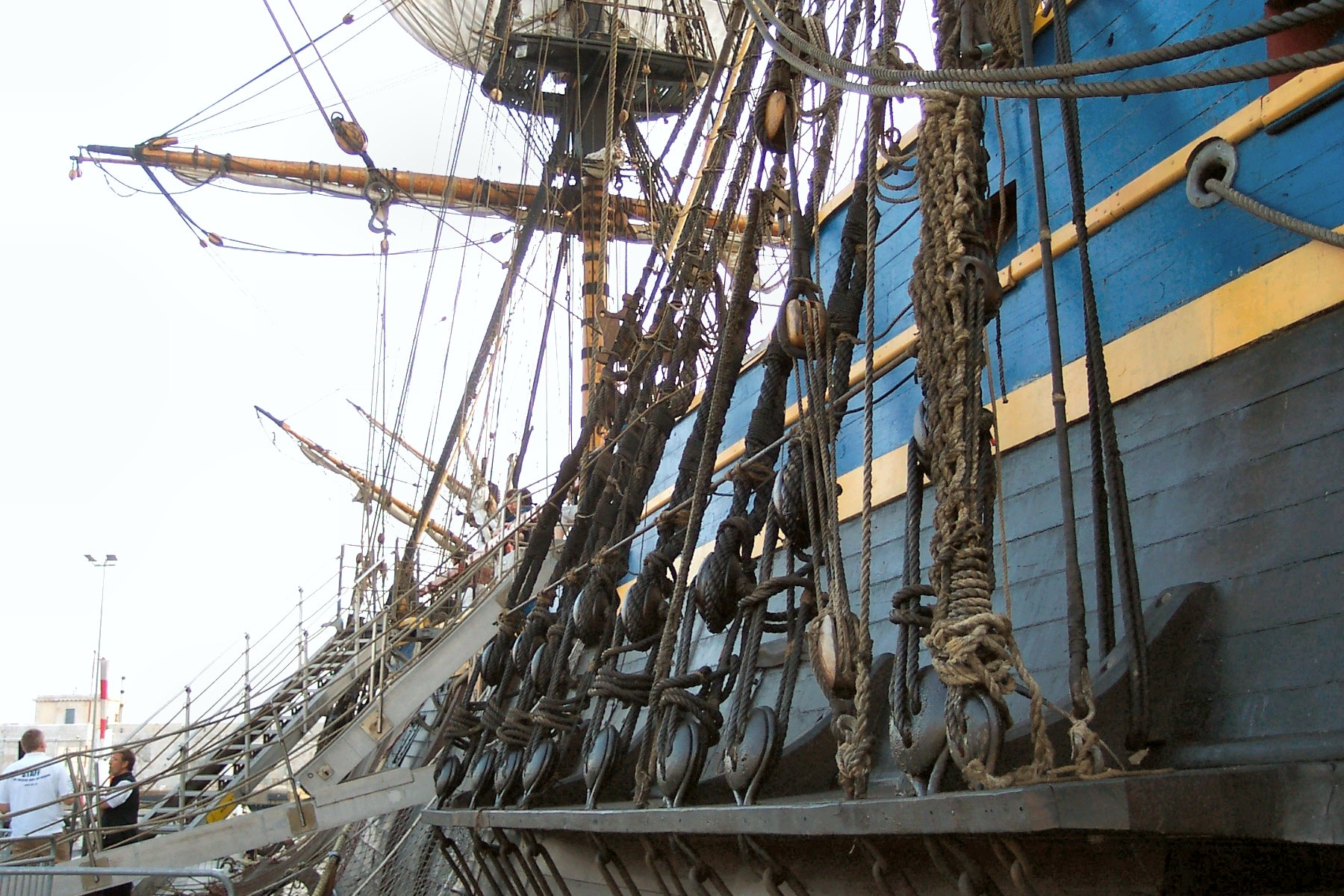
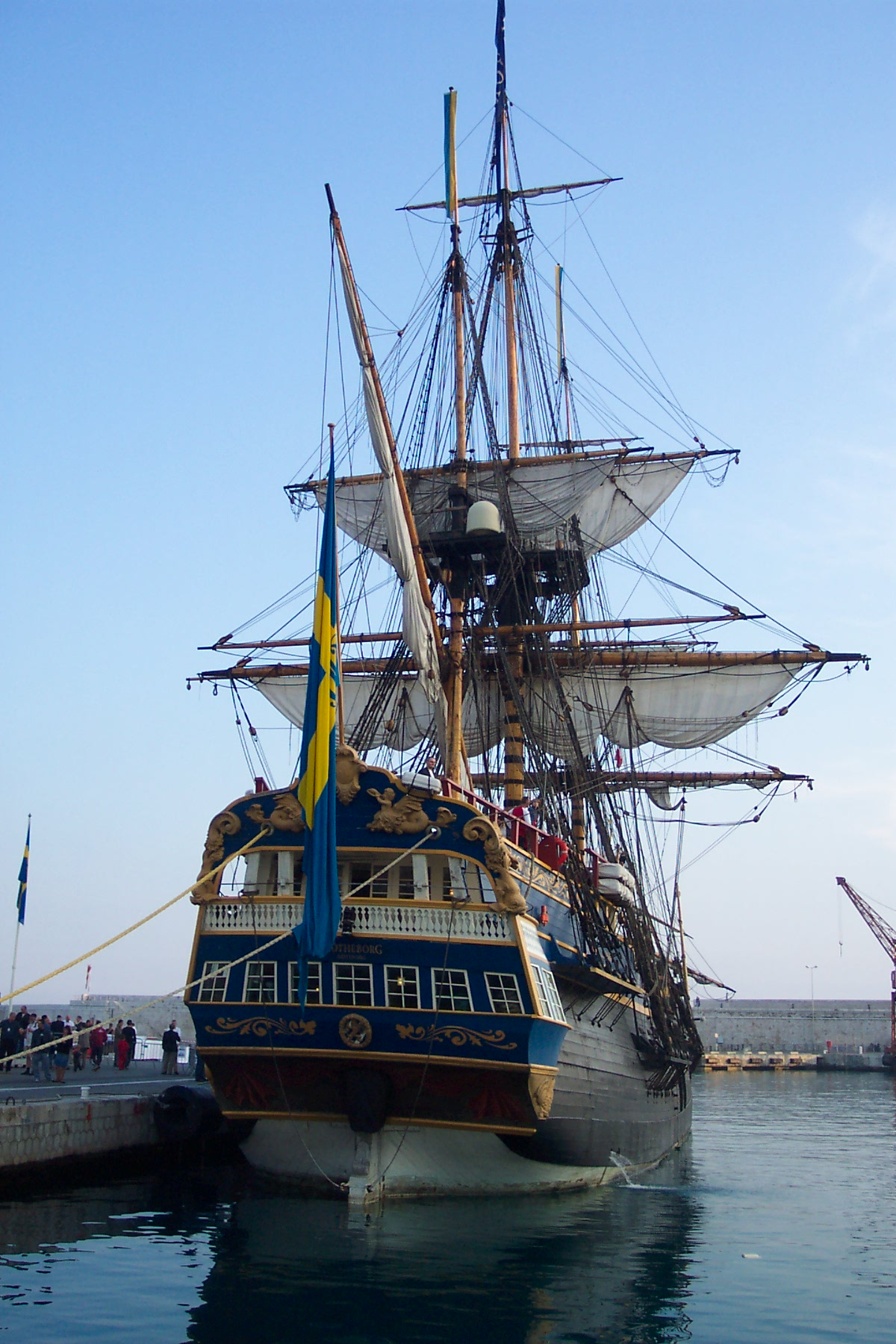

Escale à Nice (photos du 20 avril 2007).